# Quinzaine des cinéastes
Pour les articles homonymes, voir Quinzaine (homonymie).
La Quinzaine des cinéastes, anciennement Quinzaine des réalisateurs, appelée communément « la Quinzaine », est une sélection parallèle du festival de Cannes créée après les évènements de mai 68 et organisée par la Société des réalisateurs de films (SRF).
La Quinzaine des réalisateurs est renommée « Quinzaine des cinéastes » en juin 2022 pour « être plus inclusive », et le Français Julien Rejl en devient le nouveau délégué général, succédant à l’Italien Paolo Moretti.
Manifestation indépendante du festival de Cannes, elle a été créée à l'origine pour le concurrencer et pour montrer des films de tous horizons, réalisés par des cinéastes inconnus. Elle a permis de découvrir de nouveaux talents et a révélé nombre de cinéastes en début de carrière.

## Historique
Le festival de Cannes s'ouvrit normalement le 10 mai 1968 malgré la révolte étudiante touchant Paris. Les évènements ne l'atteignirent pas dès le début en raison de la distance conséquente de Paris et d'une proximité très relative d'une seule université : celle de Nice. Cependant, le faste des cérémonies choque face à la violence extérieure : des cinéastes n'hésitent plus à crier au scandale. Jean-Luc Godard, François Truffaut, Miloš Forman ou Claude Lelouch envahissent ainsi le Palais des festivals et de vives altercations éclatent entre les réalisateurs et les invités. Certains s'accrochent aux rideaux rouges pour empêcher la projection du film Peppermint frappé. Après d'âpres négociations, le délégué général Robert Favre Le Bret ainsi que le conseil d'administration annulent l'édition et le Festival est clos.
La SRF est alors créée par les contestataires cannois - surnommés « les 180 » — ce pour faire face aux évènements et à la censure cinématographique opérant depuis les débuts du Festival. Ces contestataires sont essentiellement issus de la Nouvelle Vague et émettent plusieurs revendications, notamment la suppression de la tenue de soirée et un palmarès établi par le public, deux volontés étant très représentatives d'un désir d'autonomie et d'opposition au sérieux de la grand-messe du cinéma,. Celles-ci sont refusées par le Comité mais d'autres sont acceptées. Les cinéastes n'obtenant pas satisfaction totale, ils décident de créer l'année suivante la Quinzaine,.
Une grande partie des 180 souhaitaient acquérir leur propre festival et disposer ainsi d'une réelle liberté. Les organisateurs du Festival leur laissent donc carte blanche après de nouvelles négociations, acceptant cette idée afin de montrer une nouvelle image, plus moderne et ouverte sur le monde. Les fervents défenseurs de la Quinzaine sont Jean-Gabriel Albicocco, Pierre Kast, Jacques Doniol-Valcroze, Michel Mitrani, Louis Malle, Jacques Deray et Costa-Gavras. Gérée par des membres de la SRF de façon indépendante, choisissant eux-mêmes les films faisant partie de la sélection, elle est qualifiée de « contre-festival ».
La première édition s'ouvrit donc en montrant une réelle liberté de choix, « sans contraintes idéologiques ni techniques et représentative des cinémas du monde ».
En 1973 fut créée par la SRF la sélection Perspectives du Cinéma Français, qui sélectionne les films français,. Les longs-métrages français sont exposés dans cette section au lieu de la Quinzaine des réalisateurs à partir de 1980. En 1992, la sélection est renommée Cinémas en France. La qualité de la sélection était néanmoins assez décriée. Finalement, la nouvelle déléguée Marie-Pierre Macia supprima la section après l'édition 1998,.
En 2018, la Quinzaine est, avec le Festival de Cannes et la Semaine de la critique, la première à signer la « Charte pour la parité et la diversité dans les festivals de cinéma » portée par le Collectif 50/50. Elle s'engage ainsi à fournir des statistiques genrées, en particulier sur le nombre de films soumis à sélection, de publier la liste des membres des comités de sélection et programmateurs et enfin de s'engager sur un calendrier de transformation des instances dirigeantes pour parvenir à la parfaite parité.

## Prix décernés

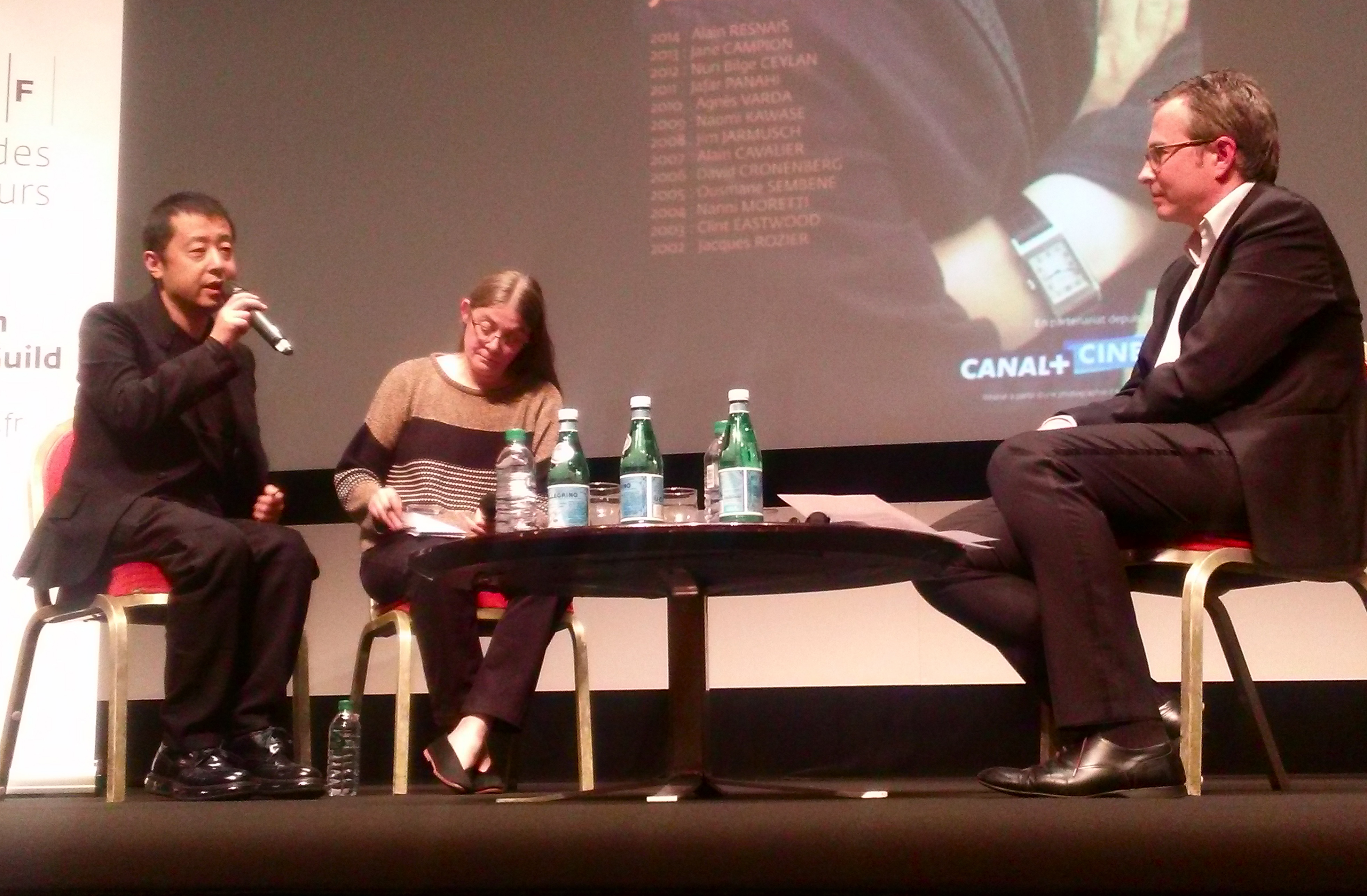
Master-class de Jia Zhangke en 2015 dans la salle de la Quinzaine des Réalisateurs lors de la remise de son Carrosse d'or.

La Quinzaine est non compétitive. Cependant, certains prix sont remis par des partenaires :
- Art Cinema Award remis par la Confédération internationale des cinémas d'art et d'essai (CICAE)
- Label Europa Cinemas
- Prix SACD de la Quinzaine des Réalisateurs[22]
- Carrosse d'or

En complément, tous les premiers films de la Quinzaine sont éligibles à la Caméra d'or.

## Dirigeants
Le délégué général de la Quinzaine est nommé par la SRF et se charge de la programmation de la sélection.
- Pierre-Henri Deleau (1969-1999)
- Marie-Pierre Macia (1999-2002)
- François Da Silva, directeur, programmateur et animateur de salles de cinéma (2003)
- Olivier Père (2004-2009)
- Frédéric Boyer, membre du comité de sélection de la Quinzaine (2010-2011)
- Édouard Waintrop (2012-2018)
- Paolo Moretti (2019-2022)
- Julien Rejl, export Capprici, critique à So Film (depuis 2023)

## Rétrospectives
- 2008 : Rétrospective consacrée à la Quinzaine à l'Action Christine (16-29 avril)[1]
- Depuis la création de la section : reprise annuelle au Forum des images
- Reprise de la Quinzaine des réalisateurs à L'Alhambra (Marseille)

### Filmographie
- 2008 : 40 x 15, documentaire réalisé par Olivier Jahan